# المداورة (الرضمة)

تعديل مصدري - تعديل

المداورة محلة تابعة لقرية الشياح، التابعة لعزلة كحلان بمديرية الرضمة إحدى مديريات محافظة إب في الجمهورية اليمنية.، بلغ تعداد سكانها 73 حسب تعداد اليمن لعام 2004.